# Коноваленко, Григорий Михайлович
Григорий Михайлович Коноваленко (5 февраля 1925 года — 21 августа 1997 года) — передовик советского сельского хозяйства, комбайнёр колхоза «Жовтень» Барвенковского района Харьковской области, Герой Социалистического Труда (1973).

## Биография
Родился в 1925 году в селе Великая Камышеваха (село), Барвенковского района, Харьковской области, в украинской крестьянской семье.
Участник Великой Отечественной войны. Служил в Красной Армии. В 1948 году уволен с военной службы. Стал работать механизатором колхоза «Жовтень» Харьковской области. По итогам восьмой пятилетки представлен к высокой награде — ордену Ленина.
Указом Президиума Верховного Совета СССР от 8 апреля 1973 года за достижение высоких показателей в производстве продукции сельского хозяйства и высокие урожаи зерновых Григорию Михайловичу Коноваленко было присвоено звание Героя Социалистического Труда с вручением ордена Ленина и медали «Серп и Молот».
Избирался депутатом сельского Совета депутатов[когда?]. Трудился в колхозе до выхода на заслуженный отдых.
Проживал в родном селе. Умер 21 августа 1997 года.

## Награды
За трудовые и боевые успехи был удостоен:
- золотая звезда «Серп и Молот» (08.12.1973)
- Два ордена Ленина (08.04.1971, 08.12.1973)
- Медаль "За трудовую доблесть" (23.06.1966)
- другие медали.